# Марцін Дзюба
Марцін Дзюба (пол. Marcin Dziuba; нар. 17 липня 1983, Замостя) – польський шахіст, гросмейстер від 2007 року.

## Шахова кар'єра
Багаторазовий призер чемпіонату Польщі серед юніорів: золотий (Криниця-Здруй 1998 - до 16 років, Ярнолтовек 2003 - до 20 років) та срібний (Нова Руда 1999 - до 16 років, Вісла 2000 - до 18 років, Закопане 2001 - до 18 років, Бжег-Дольний 2001 - 20 років). Багато разів представляв Польщу на чемпіонаті світу та Європи серед юніорів у різних вікових категоріях. Найкращого результату досягнув у 2000 році (4-те місце на чемпіонаті Європи до 18 років у Халкідіках) і 2001 (5-те місце на чемпіонаті Європи до 20 років у Патрах).
2005 року переміг на меморіалі Імануїла Ласкера в Барлінеку, поділив 1-ше місце на Меморіалі Рубінштейна в Поляниці-Здруй, а також поділив 2-ге місце в Меці (позаду Михайла Гуревича, разом з Кевіном Спраггеттом, Андрієм Щекачовим, Дідьє Колласом і Крістіаном Бауером). Рік по тому переміг на турнірі Cracovia (2005/06) у Кракові, а також дебютував у фіналі чемпіонату Польщі, посівши 8-ме місце. Поділив 1-ше місце на турнірі за швейцарською системою в Монпельє (2006, разом з Радославом Єдинаком, Станіславом Савченком, Хішамом Хамдуші і Марком Гебденом), також став у Вроцлаві чемпіоном Польщі серед студентів. У 2007 році переміг (випередивши, зокрема, Радослава Єдинака і Мікулаша Маника на турнірі open у Тепліце. 2008 року посів 4-те місце в черговому фіналі чемпіонату Польщі, який відбувся в Любліні. 2009 року переміг на опенах, які відбулись у Любліні (разом з Відмантасом Малішаускасом) і в Белграді.
Найвищий рейтинг Ело в кар'єрі мав станом на 1 квітня 2013 року, досягнувши 2610 очок займав тоді 8-ме місце серед польських шахістів.

## Зміни рейтингу
| На цьому місці має відображатися графік чи діаграма, однак з технічних причин його відображення наразі вимкнено. Будь ласка, не видаляйте код, який викликає це повідомлення. Розробники вже працюють для того, щоби відновити штатне функціонування цього графіка або діаграми. | |
| | На цьому місці має відображатися графік чи діаграма, однак з технічних причин його відображення наразі вимкнено. Будь ласка, не видаляйте код, який викликає це повідомлення. Розробники вже працюють для того, щоби відновити штатне функціонування цього графіка або діаграми. |